# Alcántara

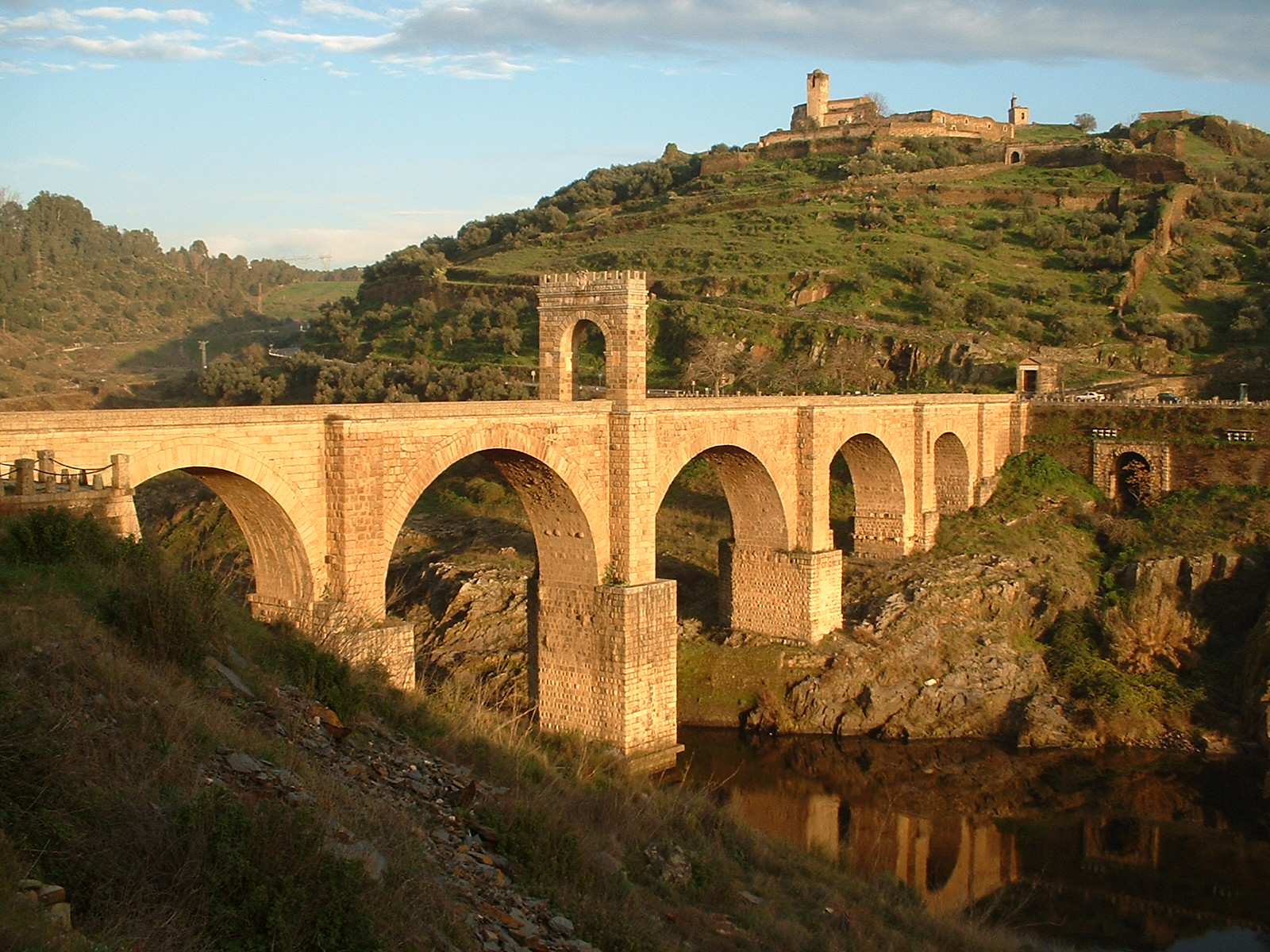
Roman bridge of Alcántara

Alcántara là một đô thị trong tỉnh Cáceres, Extremadura, Tây Ban Nha, dân số 1769 người.

## Biến động dân số
| 1.876 | 1.829 | 1.772 | 1.650 | 1.776 | 1.769 | 1.739 | 1.725 | 1.721 | 1.694 |